# Tàu tuần dương hạng nặng

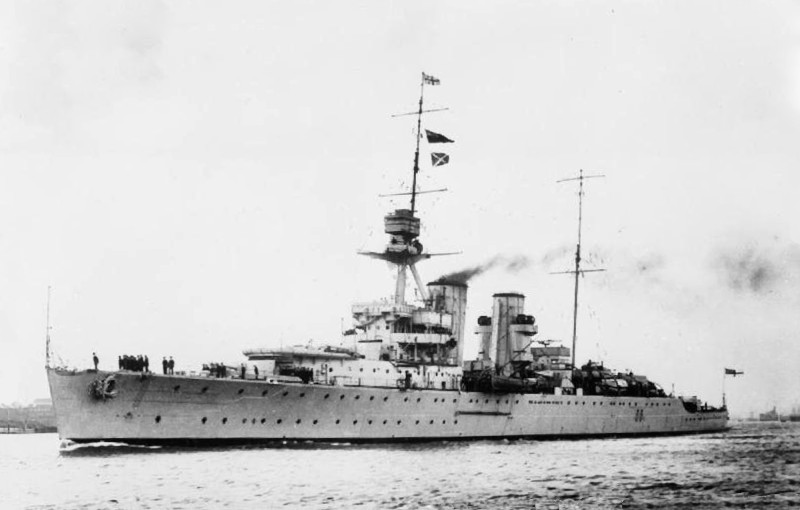
Tàu tuần dương hạng nặng HMS Frobisher thuộc lớp Hawkins, vào khoảng thời gian mà Hiệp ước Hải quân Washington đặt ra những giới hạn cho tàu tuần dương hạng nặng.

Tàu tuần dương hạng nặng là một kiểu tàu tuần dương, một loại tàu chiến hải quân được thiết kế để hoạt động tầm xa, tốc độ cao và trang bị hải pháo có cỡ nòng khoảng 203 mm (8 inch). Tàu tuần dương hạng nặng có thể nhận biết với một dòng thiết kế từ năm 1915 cho đến năm 1945, mặc dù thuật ngữ "tàu tuần dương hạng nặng" chỉ được chính thức sử dụng vào năm 1930. Tiền thân của tàu tuần dương hạng nặng là những thiết kế tàu tuần dương hạng nhẹ trong những năm 1900 và 1910, hơn là những chiếc tàu tuần dương bọc thép trước năm 1905.

## Sự tiến triển và định nghĩa
Vào cuối thế kỷ 19, tàu tuần dương được phân loại thành hạng nhất, hạng nhì và hạng ba dựa vào khả năng. Tàu tuần dương hạng nhất tiêu biểu thường là tàu tuần dương bọc thép, với đai giáp hông, và chúng thường khó phân biệt với những thiết giáp hạm tiền-dreadnought cỡ nhỏ. Tàu tuần dương hạng nhì và hạng ba nhẹ hơn, rẻ tiền hơn và nhanh hơn, thường chỉ có sàn tàu bọc thép và các hầm than bảo vệ thay vì lườn tàu bọc thép, và thường được biết đến như là tàu tuần dương bảo vệ.
Trong thập niên đầu tiên của thế kỷ 20, các tàu tuần dương bọc thép hạng nhất tiến hóa trở thành tàu chiến-tuần dương, và gia tăng đáng kể về kích thước và chi phí. Cùng lúc đó, tàu tuần dương hạng ba bắt đầu có một lớp thép mỏng bên ngoài lườn tàu và bắt đầu được biết đến như là tàu tuần dương hạng nhẹ. Khoảng trống lớn giữa một tàu chiến có trọng lượng rẽ nước xấp xỉ 20.000 tấn và cỡ pháo 305 mm (12-inch) so với một tàu tuần dương nhẹ cho đến 5.000 tấn và vũ khí 100 mm (4 inch) hoặc 155 mm (6 inch) đã dọn chỗ cho một kiểu tàu trung gian.
Thiết kế đầu tiên như vậy là một loại "tàu tuần dương Đại Tây Dương" của Anh Quốc được đề nghị vào năm 1912, đầ xướng một kiểu tàu tuần dương hoạt động tầm xa với tải trọng khoảng 8.000 tấn và trang bị pháo 190 mm (7,5 inch). Đây là một biện pháp đối phó với những lời đồn đại rằng Đức đang chế tạo tàu tuần dương có cỡ pháo 170 mm để tấn công tàu bè thương mại tại Đại Tây Dương. Sự việc các tàu chiến cướp tàu buôn Đức chỉ là tưởng tượng và các "tàu tuần dương Đại Tây Dương" không bao giờ được chế tạo. Tuy nhiên, nhu cầu vào năm 1915 về tàu tuần dương hoạt động tầm xa để bảo vệ thương mại hàng hải lại được đặt ra, đưa đến lớp Hawkins. Về căn bản là thiết kế của tàu tuần dương hạng nhẹ được mở rộng, mỗi chiếc Hawkins mang bảy khẩu hải pháo BL 190 mm (7,5 inch) Mark VI, và có trọng lượng rẽ nước xấp xỉ 10.000 tấn.
Kiểu tàu tuần dương bọc thép cũ không phải là một tổ tiên gần gũi với những kiểu tàu tuần dương hạng nặng, cho dù những cái tên đôi khi gợi ý như thế. Vào khoảng năm 1905, tàu tuần dương bọc thép đã phát triển về kích cỡ và sức mạnh khiến trở nên rất gần gũi với những chiếc thiết giáp hạm tiền-dreadnought vào thời đó, với trọng lượng rẽ nước lên đến khoảng 15.000 tấn: lớn hơn nhiều so với 10.000 tấn của tàu tuần dương hạng nặng. Xu hướng đó tiếp tục phát triển thành tàu chiến-tuần dương, vốn thoạt tiên được xem như là một tàu tuần dương bọc thép có kích cỡ ngang với thiết giáp hạm dreadnought. Đến năm 1915, cả thiết giáp hạm lẫn tàu chiến-tuần dương đều phát triển lớn lên đáng kể; như là chiếc HMS Hood, được thiết kế vào khoảng thời gian đó, có trọng lượng rẽ nước 45.000 tấn. Khoảng cách lớn giữa các tàu tuần dương hạng nặng và các tàu chiến chủ lực của cùng một thế hệ có nghĩa là, không giống như tàu tuần dương bọc thép, tàu tuần dương hạng nặng không thể trông đợi sẽ hoạt động như một thiết giáp hạm nhỏ.
Còn có những khác biệt kỹ thuật quan trọng khác giữa tàu tuần dương hạng nặng và tàu tuần dương bọc thép, một số phản ảnh sự cách biệt về thế hệ giữa chúng. Tàu tuần dương hạng nặng, giống như mọi con tàu đương thời, tiêu biểu thường sử dụng động cơ turbine hơi nước đốt dầu, và có được tốc độ nhanh hơn nhiều so với tàu tuần dương bọc thép, vốn chỉ có động cơ hơi nước chuyển động qua lại đốt than. Giống như những tàu tuần dương bảo vệ tiền thân và tàu tuần dương hạng nhẹ đương thời, tàu tuần dương hạng nặng thiếu một đại giáp hông, tiết kiệm trọng lượng để đạt được tốc độ cao. Dàn hỏa lực chính của một tàu tuần dương hạng nặng tối đa là pháo 203 mm (8 inch), nhỏ hơn so với cỡ pháo 233 mm (9,2 inch) tiêu biểu cho thế hệ tàu tuần dương bọc thép sau cùng. Dù sao, tàu tuần dương hạng nặng có nhiều khẩu pháo chính hơn trong khi một số tàu tuần dương bọc thép có một dàn pháo hỗn hợp thay vì đồng nhất một cỡ pháo chính; và chúng cũng loại bỏ cách bố trí pháo trong các ụ pháo thân, thay bằng các tháp pháo bắn thượng tầng bố trí theo trục dọc con tàu, vốn tiết kiệm trọng lượng và cho phép bắn toàn bộ pháo chính qua mạn. Chúng cũng được hưởng lợi từ việc áp dụng điều khiển hỏa lực trong những năm 1920 và 1930, khiến cho tàu tuần dương hạng nặng có được hỏa lực mạnh hơn đáng kể.

### Hiệp ước Washington

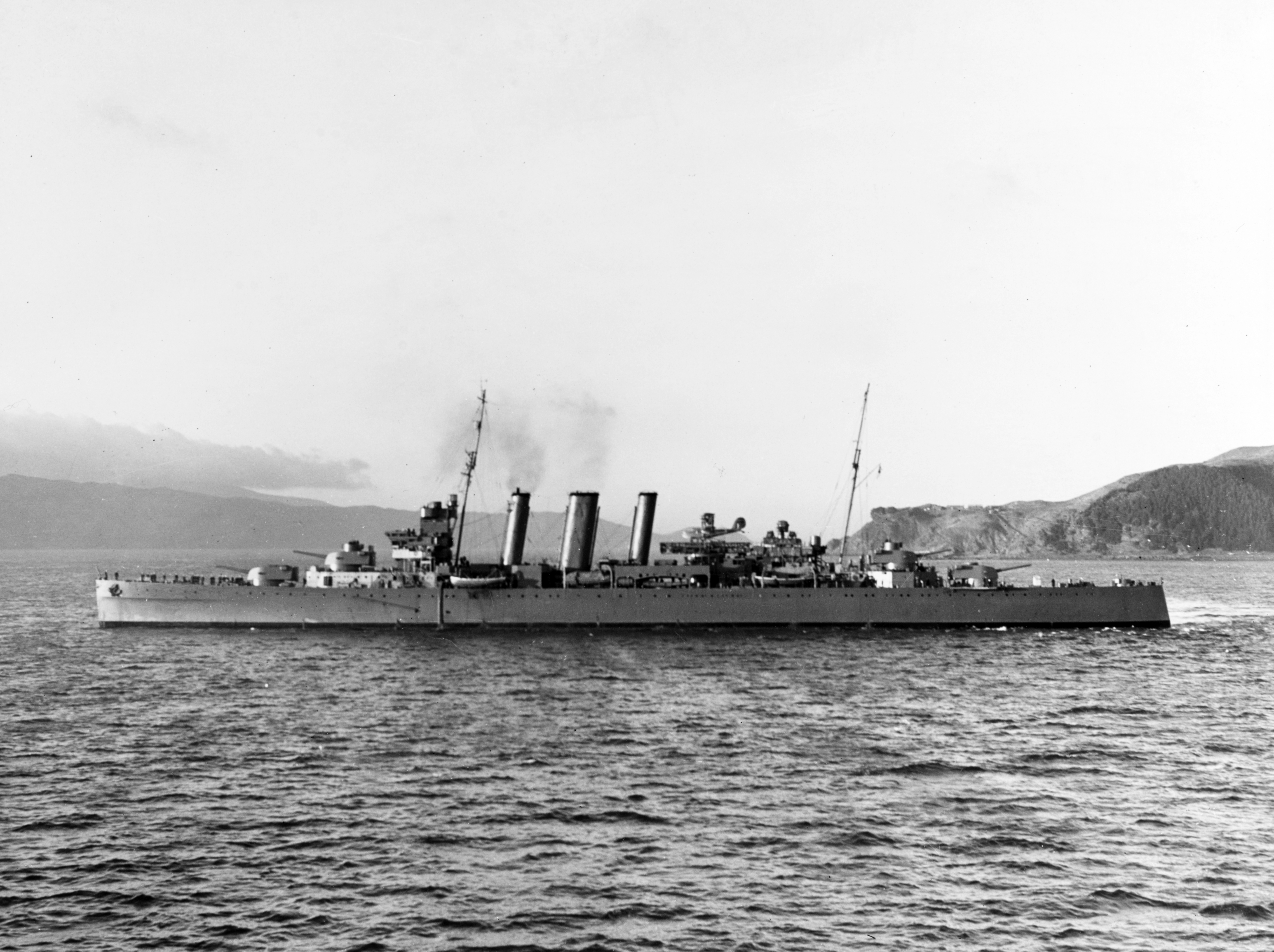
Tàu tuần dương HMAS Canberra, một "tàu tuần dương hiệp ước" thuộc lớp County.

Hiệp ước Hải quân Washington vào năm 1922 đưa ra những giới hạn rất nghiêm ngặt trong việc chế tạo thiết giáp hạm và tàu chiến-tuần dương, được định nghĩa như là những tàu chiến có trọng lượng rẽ nước lớn hơn 10.000 tấn hoặc vũ khí có cỡ nòng lớn hơn 203 mm (8 inch). Bên dưới giới hạn này, ít có hạn chế được áp dụng. Mức độ 10.000 tấn và 203 mm (8 inch) được đặt ra là do tham chiếu với lớp Hawkins của Anh Quốc, nhưng cả Nhật Bản lẫn Hoa Kỳ đều đang cân nhắc những thiết kế có tính năng tương tự. Kiểu của Nhật Bản sau này trở thành lớp Furutaka.
Sự xuất hiện của những lớp tàu tuần dương mới và mạnh mẽ này đã kích thích nên điều được xem như là cuộc chạy đưa vũ trang tàu tuần dương. Hải quân Nhật đi theo một học thuyết chế tạo tàu mạnh mẽ hơn ở mọi lớp tàu so với nnhững đối thủ tiềm năng, đưa đến việc phát triển nhiều lớp tàu tuần dương hạng nặng rất ấn tượng. Việc chế tạo của Anh và Mỹ chịu ảnh hưởng bởi mong muốn bắt kịp các tàu chiến Nhật trong khi vẫn duy trì đủ số lượng tàu tuần dương cho những trách nhiệm toàn cầu khác. Khi mà thiết giáp hạm bị hạn chế mạnh bởi Hiệp ước Washington, và ý niệm tàu sân bay còn chưa hoàn toàn chín mùi, tàu tuần dương trở thành mục tiêu của các thế lực hải quân. Trong một hoàn cảnh kinh tế khó khăn và bối cảnh quốc tế căng thẳng, người Anh mong muốn không giới hạn tải trọng tàu tuần dương nhưng giới hạn chặt chẽ đối với mỗi chiếc; trong khi người Mỹ mong muốn điều ngược lại: giới hạn số lượng các tàu tuần dương mạnh mẽ. Sự bất đồng giữa Anh và Mỹ đã phá hỏng cuộc Hội nghị Hải quân năm 1927.
Ngay cả trong những năm 1920, giới hạn 10.000 tấn cũng không được tôn trọng triệt để. Các nhà thiết kế Anh, Pháp và Mỹ nói chung làm việc trong giới hạn với sự chính xác; tuy nhiên, lớp Myoko của Nhật Bản đã phình ra trong khi chế tạo khi Bộ tham mưu Hải quân thuyết phục các nhà thiết kế tăng thêm tải trọng vũ khí. Ngoài việc vi phạm Hiệp ước, đây cũng là một quyết định tồi ở góc độ về thiết kế, và những con tàu này phải được tái cấu trúc vào những năm 1930 để giảm bớt trọng lượng. Lớp tàu tuần dương Deutschland, được chính thức xếp lớp như những tàu phòng vệ duyên hải bọc thép theo những điều khoản của Hiệp ước Versailles, nhưng ở dáng vẻ bên ngoài chúng trông như những thiết giáp hạm do những tháp pháo chính khổng lồ và tháp chỉ huy/cầu tàu cao một cách đặc biệt. Tuy nhiên, về thực chất chúng là những tàu tuần dương hạng nặng được nâng cấp các khẩu pháo lên cỡ 380 mm (11 inch) với giá phải trả là tốc độ chậm hơn; trọng lượng rẽ nước được công bố là 10.000 tấn nhưng trong thực hành con số này lớn hơn đáng kể.
Lớp tàu tuần dương Pensacola là những "tàu tuần dương hiệp ước" đầu tiên của Hải quân Mỹ tuân thủ theo những giới hạn của Hiệp ước Hải quân Washington. Dàn pháo chính của chúng bao gồm cỡ pháo tối đa 203 mm (8 inch) cho phép bởi Hiệp ước. Tuy nhiên, chúng có lớp vỏ giáp sàn tàu mỏng, độ dày thay đổi từ 63–102 mm (2,5-4 inch), không dày hơn so với những tàu tuần dương trang bị pháo 152 mm (6 inch), không đủ để bảo vệ khỏi đạn pháo 203 mm (8 inch) của đối phương. Hai chiếc trong lớp này, Pensacola và Salt Lake City, thoạt tiên được xếp loại như những tàu tuần dương hạng nhẹ do lớp vỏ giáp tối thiểu của chúng, cho đến khi được tái xếp lớp vào tháng 7 năm 1931 như tàu tuần dương hạng nặng theo thông lệ quốc tế đặt tên cho mọi tàu tuần dương có cỡ pháo lớn hơn 152 mm (6 inch).

### Hiệp ước London
Vào năm 1930, Hiệp ước Hải quân Washington được triển hạn bởi Hiệp ước Hải quân London, vốn cuối cùng giải quyết sự tranh luận về vấn đề tàu tuần dương sôi nổi trong những năm 1920. Hiệp ước xác định giới hạn trên cả tàu tuần dương hạng nặng, có cỡ pháo lớn hơn 155 mm (6,1 inch), lẫn tàu tuần dương hạng nhẹ, có cỡ pháo nhỏ hơn. Giới hạn trọng lượng rẽ nước 10.000 tấn được áp dụng cho cả hai kiểu tàu. Đây chính là điểm mà việc phân chia giữa tàu tuần dương "nặng" và "nhẹ" cuối cùng trở nên chính thức và được phổ biến rộng rãi.
Hiệp ước làm hài lòng Anh và Mỹ. Tuy nhiên, nó gây khó chịu nặng nề cho Nhật Bản, vì đã giới hạn đáng kể số lượng tàu tuần dương hạng nặng mà Hải quân Đế quốc Nhật Bản có thể có, do họ đã xem tàu tuần dương hạng nặng là vũ khí quan trọng trong hàng chiến trận với các khẩu pháo 203 mm (8 inch) và ngư lôi hạng nặng. Hải quân Nhật đặt ít ưu tiên hơn cho tàu tuần dương hạng nhẹ chế tạo theo mục đích, hầu hết đều ra đời từ những năm 1920 (năm chiếc tàu tuần dương hạng nhẹ mà Nhật Bản đưa vào hoạt động trong giai đoạn Thế Chiến II đều trang bị vũ khí kém hơn so với tàu tuần dương hạng nhẹ Mỹ và Anh), đa số được sử dụng làm soái hạm chỉ huy các hải đội tàu khu trục. Giải pháp được họ áp dụng là chế tạo lớp Mogami, vốn được công bố là tàu tuần dương hạng nhẹ tải trọng 10.000 tấn với mười lăm khẩu pháo 155 mm (6,1 inch). Trong thực tế, chúng choán nước hơn 12.000 tấn, và luôn được dự định để thay thế những tháp pháo của nó để sau cùng có mười khẩu 203 mm (8 inch), tạo ra một thứ hầu như vô nghĩa đối với sự phân loại giữa tàu tuần dương hạng nhẹ và hạng nặng.
Hải quân Đức cũng lừa dối đối với những giới hạn của Hiệp ước, đưa ra lớp Admiral Hipper tải trọng 14.000 tấn.
Vào giữa những năm 1930, Anh, Pháp và Ý từ bỏ việc chế tạo tàu tuần dương hạng nặng. Họ nhận thấy rằng trong một cuộc đối đầu giữa các tàu tuần dương, một số lượng lớn pháo 152 mm (6 inch) sẽ chiếm ưu thế hơn so với một số lượng pháo 203 mm (8 inch) ít hơn. Đạn pháo nặng hơn của vũ khí 203 mm chỉ có ít ưu thế, và đa số tàu chiến có thể chịu đựng được đạn pháo 152 mm (6 inch) cũng được bảo vệ tốt chống lại đạn pháo 203 mm (8 inch). Điều này đã dẫn đến việc chế tạo tàu tuần dương với trọng lượng cho đến giới hạn 10.000 tấn, có từ 12 đến 15 khẩu pháo 155 mm (6 inch). Trong khi những chiếc này rơi vào sự phân loại "tàu tuần dương hạng nhẹ" do cỡ nòng pháo thực sự mà chúng trang bị cho dàn pháo chính, chúng được thiết kế để chống lại tàu tuần dương hạng nặng trên một tương quan ngang ngửa, một lần nữa khiến cho sự phân loại tàu tuần dương trở nên vô nghĩa.
Hiệp ước Hải quân London năm 1936, chủ yếu là sự thương lượng giữa Anh và Mỹ nhưng chưa bao giờ được phê chuẩn, loại bỏ hoàn toàn việc chế tạo tàu tuần dương hạng nặng bằng cách giới hạn việc đóng mới ở mức 8.000 tấn và cỡ pháo 155 mm (6,1 inch). Điều này đáp ứng rất tốt nhu cầu của Anh, nhưng hầu như chỉ là mớ giấy lộn. Hoa Kỳ tiếp tục chế tạo tàu tuần dương hạng nặng, mà cao điểm là lớp New Orleans và Wichita.

### Chiến tranh Thế giới thứ hai

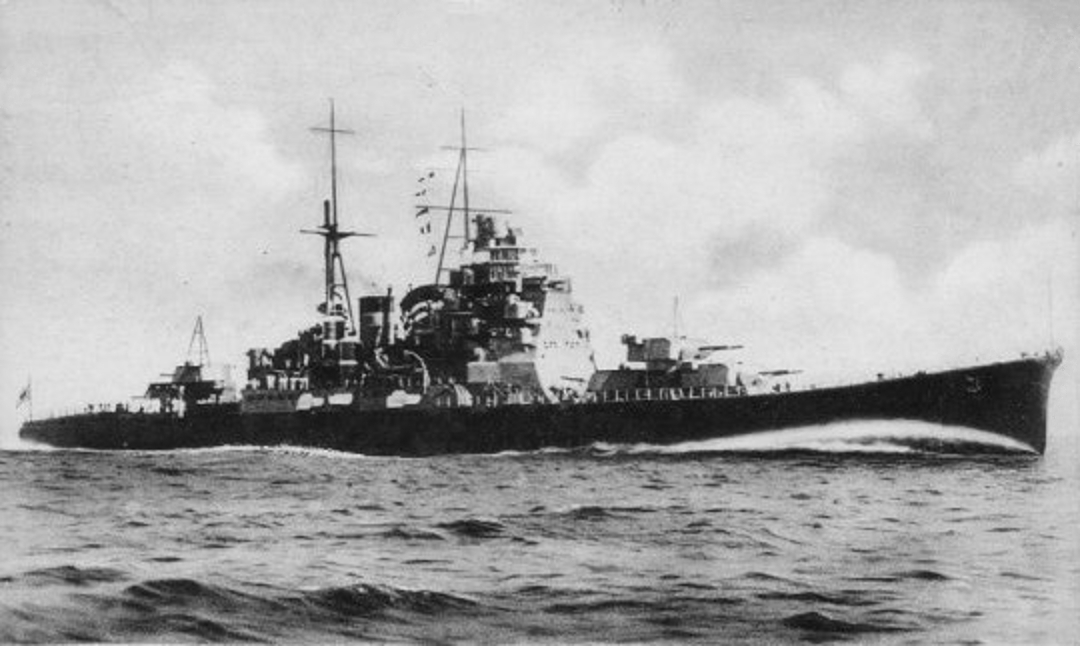
Tàu tuần dương Nhật Bản Maya, một tàu tuần dương hạng nặng thuộc lớp Takao.

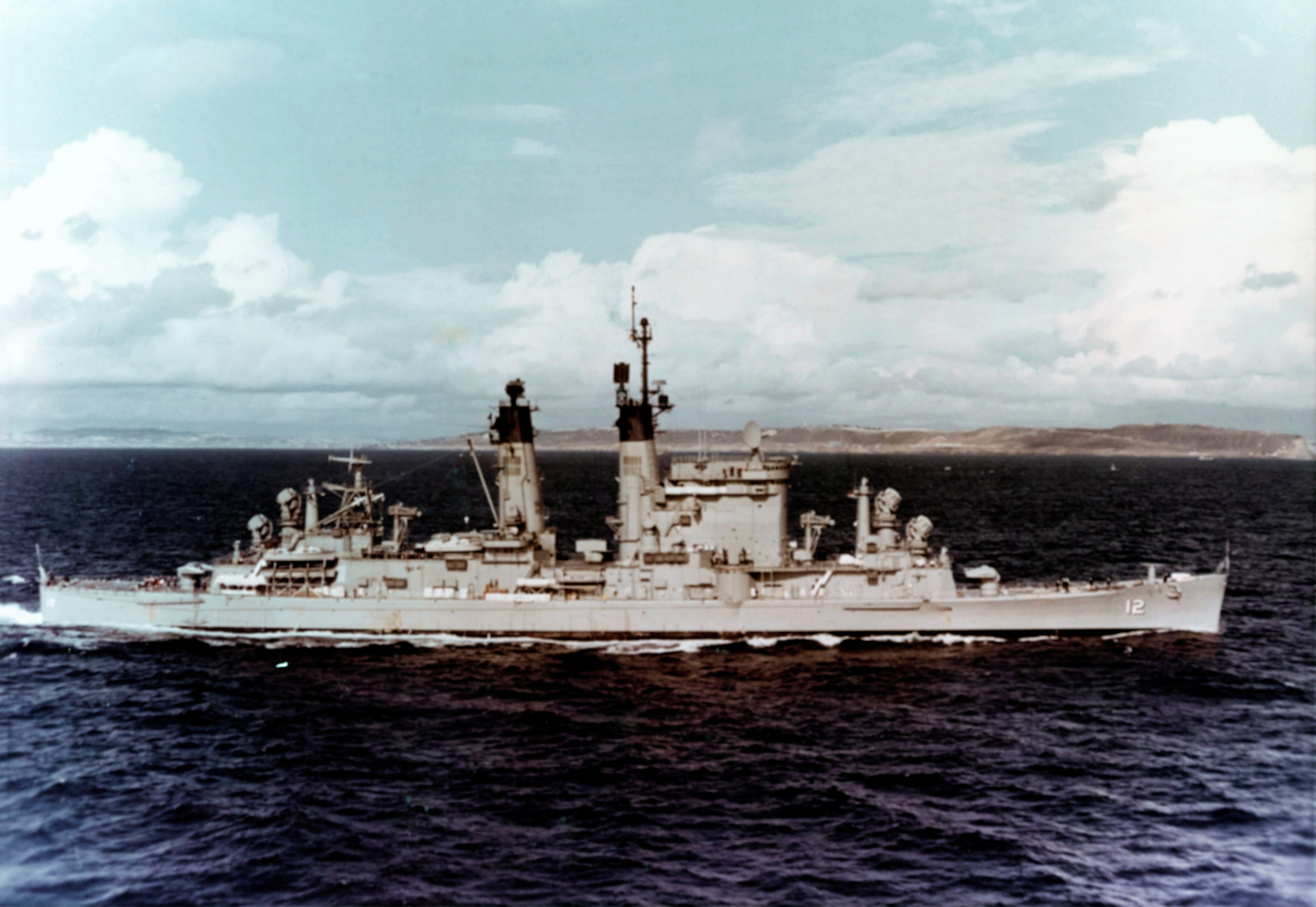
Tàu tuần dương USS Columbus vào năm 1965. nguyên là một tàu tuần dương hạng nặng thuộc lớp Baltimore, nó được cải tạo thành một tàu tuần dương tên lửa lớp Albany.

Tàu tuần dương hạng nặng tiếp tục được sử dụng, và chúng có được thiết kế khá cân bằng khi các nước quyết định vượt qua những giới hạn được đặt ra bởi Hiệp ước Hải quân London.
Đức chế tạo những tàu tuần dương hạng nặng thuộc lớp Admiral Hipper trọng lượng 14.000 tấn, cho dù Thỏa thuận Hải quân Anh-Đức đã dự định giới hạn việc đóng tàu.
Hoa Kỳ chế tạo lớp tàu tuần dương hạng nặng Baltimore trong những năm chiến tranh. Trong khi những tàu tuần dương hạng nặng trước đây có đặc điểm mang vũ khí ngư lôi rất mạnh, đặc biệt là đối với tàu tuần dương hạng nặng của Nhật, những chiếc sau này do Hải quân Mỹ chế tạo tập trung chủ yếu vào vũ khí phòng không do vai trò chính của chúng là hộ tống các tàu sân bay thay vì đối đầu trên mặt biển. Điều thú vị là hầu hết các tàu tuần dương Nhật Bản đều bị máy bay hay tàu ngầm đánh chìm chứ không phải bởi các lực lượng tàu nổi.

Tàu tuần dương hạng nặng Pháp Duquesne trong cấu hình chống tàu nổi nguyên thủy, một ví dụ về sự tiến triển tàu tuần dương hạng nặng trong Thế Chiến II
Tàu tuần dương hạng nặng Pháp Tourville sau khi được tái trang bị: tăng cường vũ khí phòng không; tháo dỡ thủy phi cơ, ống phóng ngư lôi và cột ăn-ten phía sau

Hoa Kỳ đã chế tạo những tàu tuần dương hạng nặng cuối cùng, vốn hoàn tất không lâu sau khi chiến tranh kết thúc. Lớp Baltimore có tổng cống 17 chiếc, kể cả sáu chiếc thuộc lớp Oregon City với một vài điểm khác biệt. Lớp Des Moines là những tàu tuần dương hạng nặng cuối cùng được chế tạo. Mặc dù vẫn dựa trên thiết kế của lớp Baltimore, chúng nặng hơn đáng kể do được trang bị kiểu pháo mới 203 mm (8 inch) bắn nhanh. Thêm vào đó, hai tàu sân bay cũng được chế tạo dựa trên lườn của lớp Baltimore, hình thành nên lớp Saipan.
Những tàu tuần dương hạng nặng lớn nhất thuộc về lớp "tàu tuần dương lớn" Alaska. Mặc dù chúng tương tự như những tàu chiến-tuần dương hay thiết giáp hạm đương thời ở dáng vẽ bên ngoài, cũng như có dàn pháo chính và trọng lượng rẽ nước tương đượng hoặc lớn hơn những tàu chiến chủ lực thời Đệ Nhất thế chiến, về bản chất chúng là những tàu tuần dương hạng nặng được mở rộng. Ví dụ như chiếc Alaska, nó không có đai giáp và hệ thống bảo vệ chống ngư lôi của những tàu chiến chủ lực thật sự. Chúng cũng có một tỉ lệ về vỏ giáp thấp, chỉ chiếm 16% trọng lượng, tương tự như những tàu tuần dương hạng nặng, tương phản với tàu chiến-tuần dương Anh Hood có tỉ lệ 30%, chiếc Scharnhorst của Đức và thiết giáp hạm North Carolina của Mỹ chiếm đến 40%. Cách bố trí hệ thống động lực của Alaskas cũng như việc chỉ có một bánh lái duy nhất cũng dựa trên thiết kế tàu tuần dương chứ không phải là của tàu chiến chủ lực.
Tàu tuần dương hạng nặng không còn được sử dụng sau Chiấn tranh Thế giới thứ hai. Một số tàu tuần dương hạng nặng hiện có của Hoa Kỳ tồn tại cho đến những năm 1970, một số sau khi được cải biến thành tàu tuần dương tên lửa điều khiển với ký hiệu lườn CG. Cho đến nay, mẫu tàu tuần dương hạng nặng duy nhất còn lại là chiếc USS Salem, hiện đang là một tàu bảo tàng.